# Yokohama DeNA BayStars
O Yokohama DeNA BayStars é um clube profissional de beisebol sediado em Kanagawa, Japão. A equipe disputa a Nippon Professional Baseball.

## História
Foi fundado em 1930, como Taiyo Fishing Company.